# غلين مارتن
غلين مارتن (بالإنجليزية: Glenn Martin)‏ هو مدرب كرة سلة أمريكي، ولد في 19 يناير 1906 في بارنت برايري في الولايات المتحدة، وتوفي في 17 أبريل 1997.

## وصلات خارجية
- غلين مارتن على موقع مرجع كرة القدم المحترفة.كوم (الإنجليزية)